# Satoracotis
Satoracotis là một chi bướm đêm thuộc họ Geometridae.